# Real Love
Real Love (Originaltitel Untamed Heart) ist ein US-amerikanisches Filmdrama aus dem Jahr 1993. Regie führte Tony Bill, das Drehbuch schrieb Tom Sierchio. Der Film wurde in Minneapolis (Minnesota) und in Saint Paul (Minnesota) gedreht. Er spielte in den Kinos der USA ca. 18,9 Millionen US-Dollar ein.

## Handlung
Caroline ist eine junge Frau, die in Minneapolis lebt. Sie ist Studentin an einer Kosmetikschule und arbeitet als Teilzeitkellnerin in einem Diner. Sie arbeitet zusammen mit ihrer besten Freundin Cindy und Adam, einem Kellner und Tellerwäscher, der für sich bleibt. Eines Abends bei der Arbeit, nachdem Carolines neuester Freund mit ihr Schluss gemacht hat, kommen sie und Cindy ins Gespräch über Adam. Cindy vertraut ihr an, dass sie Adam „irgendwie süß“ findet und fügt hinzu: „Ich würde es mit ihm machen, wenn er nicht so dumm wäre“.
Als Caroline eines Abends von der Arbeit nach Hause geht, wird sie von zwei Männern angegriffen, die versuchen, sie zu vergewaltigen, aber Adam taucht auf und vertreibt sie. Ohne dass Caroline es weiß, war Adam ihr jede Nacht aus der Ferne gefolgt, um sicherzustellen, dass sie sicher nach Hause kommt. Am nächsten Abend bei der Arbeit bedankt sich Caroline bei Adam, dass er ihr zu Hilfe gekommen ist, und er beginnt, sich ihr gegenüber zu öffnen, was die beiden einander näher bringt. Später vertraut Caroline Cindy an, dass sie fast vergewaltigt wurde und Adam ihr das Leben gerettet hat, weshalb sie nun an Adam interessiert ist, was Cindy unterstützt.
Die Dinge beginnen sich für Caroline zu verbessern, als sie und Adam ein Paar werden: Caroline kauft sich einen Gebrauchtwagen, und Adam beginnt, seine Schüchternheit zu überwinden. Eines Nachts überfallen und erstechen dieselben beiden Männer, die Caroline vergewaltigen wollten, Adam vor dem Diner. Adam wird ins Krankenhaus gebracht, und Caroline identifiziert die Täter später bei einer polizeilichen Gegenüberstellung. Während Adam sich erholt, erfährt Caroline, dass er einen Herzfehler hat und ohne eine Transplantation sterben wird. Adam, der behauptet, er habe ein Pavianherz (was ihm eine Nonne im Waisenhaus, in dem er aufgewachsen ist, liebevoll erzählt hat), weigert sich, zuzuhören und erklärt, er habe Angst, nicht mehr derselbe Mensch zu sein, wenn er eine Transplantation bekommt. Caroline versucht Adam zu versichern, dass Liebe aus dem Verstand und der Seele eines Menschen kommt, aber sie ist zutiefst berührt, als Adam fragt, warum es „hier“ (er zeigt auf sein eigenes Herz) so weh tut, wenn einem das Herz gebrochen wird.
An seinem Geburtstag besucht Caroline Adam in seiner kleinen Wohnung und überrascht ihn, indem sie ihn zu einem Eishockeyspiel der Minnesota North Stars mitnimmt. Adam überrascht sie jedoch mit Blumen und einem Geschenk, das er für sie zurückgelassen hat, um es erst nach ihrer Rückkehr zu öffnen. Beim Spiel fängt Adam einen verirrten Hockey-Puck, und auf dem Heimweg schläft Adam neben Caroline ein, doch als sie ihr Haus erreichen, stellt sie zu ihrem Entsetzen fest, dass sein Herz aufgegeben hat und er im Schlaf gestorben ist.
Nach Adams Beerdigung geht Caroline in seine Wohnung und öffnet sein Geschenk für sie: eine Schachtel mit seinen Plattenalben mit einer handgeschriebenen Notiz, in der er ihr seine Liebe erklärt.

## Rezeption
Real Love erhielt ein verhaltenes Presseecho, was sich auch in den Auswertungen US-amerikanischer Aggregatoren widerspiegelt. So erfasst Rotten Tomatoes ähnlich viele wohlwollende wie kritische Besprechungen und ordnet den Film dementsprechend als „Gammelig“ ein. Laut Metacritic fallen die Bewertungen im Mittel „Durchwachsen oder Durchschnittlich“ aus.
James Berardinelli schrieb auf ReelViews, es gebe keine Methode des Manipulierens des Publikums, die diese „schamlose, gehirnlose Schnulze“ auslassen würde. Eine schlechte melodramatische Fernsehserie sei intelligenter. Die Charaktere würden die dümmsten Sachen sagen. Christian Slater sei „schrecklich fehlbesetzt“ und agiere die meiste Zeit so steif, als ob er bereits gestorben wäre. Marisa Tomei könne ihre Dialogzeilen weder ernsthaft noch glaubwürdig sprechen. Es gebe keine Chemie zwischen den Hauptdarstellern.
Roger Ebert schrieb in der Chicago Sun-Times vom 12. Februar 1993, die „unverfrorene“ Liebesgeschichte bewege sich auf einer dünnen Linie zwischen einer Fabel und der realen Welt, in der die Charaktere leben würden. Sie funktioniere, weil sie ein Herz an der richtigen Stelle habe. Tomei wirke gewinnend und warmherzig; Slater projiziere einen geheimnisvollen Ton.
Hal Hinson schrieb in der Washington Post vom 12. Februar 1993, das Märchen sei hoffnungslos absurd, lahm und schmalzig. Der von Christian Slater gespielte, schüchterne und geheimnisvolle Charakter passe sehr gut („extremely well“) zum Darsteller. Die Balance zwischen dem „Zauber des Märchens“ und dem „Horror des realen Lebens“ sei nur teilweise gelungen.
Matthew Tobey schrieb im All Movie Guide, der Regisseur „erforsche“ eine Dekade nach seinem Film Six Weeks (1982) erneut die Themen der Romanze, der Sentimentalität und des Sterbens im jungen Alter.
Bei den MTV Movie Awards 1993 wurde Christian Slater als Begehrenswertester Schauspieler ausgezeichnet sowie mit Marisa Tomei für den Besten Filmkuss.

## Belege und weiterführende Informationen
1. ↑  Filming locations für Untamed Heart, abgerufen am 10. Januar 2008.
2. ↑  Box office / business für Untamed Heart, abgerufen am 10. Januar 2008.
3. 1 2  Real Love. In: Rotten Tomatoes. Fandango, abgerufen am 27. Dezember 2024 (englisch, aggregiert aus 25 Kritiken).
4. 1 2  Real Love. In: Metacritic. Abgerufen am 27. Dezember 2024 (englisch, aggregiert aus 26 Kritiken).
5. 1 2  Matthew Tobey: Real Love (Memento vom 31. Januar 2021 im Internet Archive) bei AllMovie (englisch)
6. ↑  Datenbankabfrage bei cinemascore.com
7. 1 2  Filmkritik von James Berardinelli, abgerufen am 10. Januar 2008. „people in this movie say some of the dumbest things“
8. 1 2  Filmkritik von Roger Ebert, abgerufen am 10. Januar 2008.
9. ↑  Filmkritik von Hal Hinson, abgerufen am 10. Januar 2008.